# Kesu (Martna)
Kesu – wieś w Estonii, w prowincji Lääne, w gminie Martna.